# Matías Cousiño
Matías Cousiño Jorquera (Santiago, 23 de febrero de 1810—Buin, 21 de marzo de 1863) fue un empresario y político chileno conocido por haber iniciado la explotación carbonífera a gran escala en su país.

## Familia
Hijo de José Agustín Cousiño Zapata y Josefa de Jorquera y Alfaro, y hermano menor de Buenaventura Cousiño. Fue nieto de Juan Antonio Cousiño Orgue, natural de La Coruña (Galicia), el primer Cousiño en llegar a Chile.
Cursó sus estudios en Santiago, pero no se destacó en ellos. Contrajo matrimonio con María del Loreto Squella y Lopetegui, que falleció en el parto de su único hijo, Luis.
Renunció a su trabajo en Correos para comerciar animales hacia Argentina, y el relativo éxito de este negocio lo llevó a buscar mejor suerte en la naciente minería de la plata en Copiapó. A finales de los años 1840, cuando ya se había establecido, expandió sus negocios al rubro molinero. En 1841 se casó con María de la Luz Gallo Zavala, viuda de Ramón Ignacio Goyenechea de la Sierra, que había sido su socio. Ella tenía dos hijos, Eleuterio e Isidora Goyenechea, quien en 1855 se casó con Luis Cousiño.

## Carrera política
Por su poder económico accedió a un puesto de diputado por Petorca en el período 1849-1852 y por Quillota entre 1852 y 1855; fue elegido senador entre 1855 y 1864, pero falleció el 21 de marzo de 1863.

## Formación empresarial

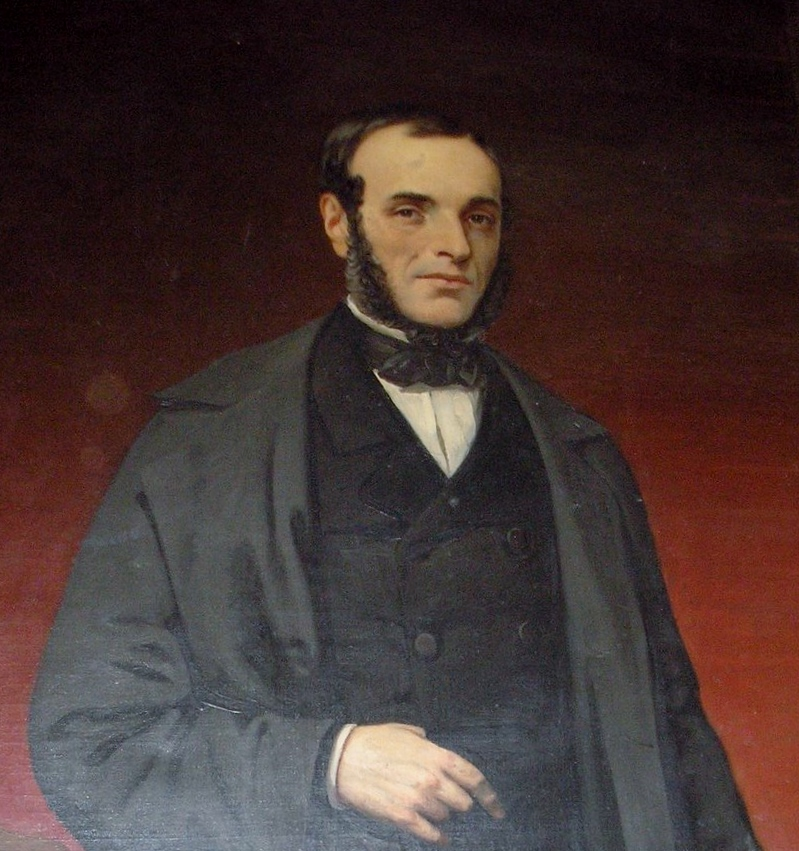
Detalle del retrato de Matías Cousiño que adorna una de las salas del Museo Histórico de Lota.

Comenzó su vida minera como mayordomo de labores en las minas de Ramón Ignacio Goyenechea, quien tenía participación en la mina de plata Descubridora de Chañarcillo, en Atacama.
Convertido en socio, fue ascendiendo en la empresa y su matrimonio en 1841 con Luz Gallo (la viuda de Goyenechea) unió las dos fortunas. Sus ingresos aumentaron cuando en 1844, en sociedad con Rafael Torreblanca, utilizó una nueva máquina, de su invención, para beneficiar metales, obteniendo del gobierno de Manuel Bulnes un privilegio exclusivo de uso por 10 años.
En 1850 llegó a ser director de la asociación más poderosa de Chile, la Junta de Minería de Copiapó. 

### Su fortuna
A finales de los años 1840, cuando se produjo la fiebre del oro de California, Cousiño expandió sus negocios al rubro de los molinos en la región triguera de Concepción. En lugar de ir a los lavaderos, organizó una gran asociación de molineros que produjo trigo y
harina para surtir, no solo el mercado californiano, sino toda la costa del Pacífico.
La fortuna que consiguió en la minería le permitió invertir como accionista en distintos proyectos. En 1852 participó en la sociedad formada por el gobierno para construir la línea ferroviaria de Valparaíso a Santiago. En esas dos ciudades construyó mansiones y edificios de renta. En Valparaíso participó en la organización de la 3.ª Compañía de Bomberos, que actualmente lleva su nombre, y en Santiago en la de la viña Cousiño Macul, donde cultivaba cepas francesas.

## Los inicios de la industria carbonífera

Foto de Matías Cousiño hecha en el estudio Helbsby de Valparaíso.

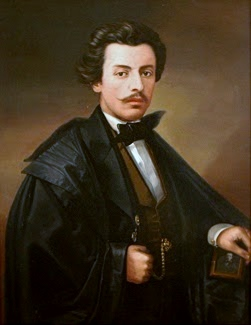
Retrato de Luis Cousiño sosteniendo en su mano izquierda un daguerrotipo que representa a su padre.

Desde la época colonial se conocía la existencia de carbón mineral en la costa de lo que actualmente es la Región del Biobío, pero no fue sino hasta la década de 1840 cuando se inició una explotación más regular de ese recurso.
El agotamiento de la leña para las fundiciones de minerales en el Norte del país y la permanente llegada de vapores a las costas chilenas, impulsaron la extracción del carbón nacional. Fue Jorge Rojas Miranda (1824-1892) quien comenzó la explotación regular del carbón, al adquirir en 1849 los terrenos carboníferos de Punta Puchoco, superando la extracción artesanal para instalar una industria.
El 21 de mayo de 1852, Cousiño compró la hacienda Colcura a José Antonio Alemparte Vial y el 9 de septiembre del mismo año formó —en asociación con Tomás Blard Garland, y José Antonio y su hijo Juan Alemparte Lastra— la Compañía Carbonífera de Lota. Se inició así la explotación carbonífera a gran escala. Esta sociedad compró a los indígenas los terrenos vecinos al mar en Lota, por escritura del 30 de enero de 1854.
En 1856 los socios vendieron sus derechos a Cousiño, debido a las constantes pérdidas iniciales del negocio. La empresa adoptó carácter familiar cuando Cousiño se asoció con su hijo Luis, quien continuó como propietario a la muerte de su padre.

### El carbón de Lota
La industria que se comenzó a construir en Lota hizo crecer a este poblado, desde unos rústicos ranchos hasta un pueblo, a finales de 1853. Según el intendente de Concepción, Rafael Sotomayor, Lota tenía a 122 personas trabajando en labores mineras, con 38 bocaminas funcionando. A fines de 1856, los trabajadores habían aumentado a 900 y las bocaminas a más de 100.
Hacia 1856 Cousiño hizo venir desde Escocia a operarios y técnicos para que adiestraran a trabajadores que eran en realidad peones agrícolas. En Lota edificó casas de estilo europeo diferenciadas para técnicos y trabajadores. Además, construyó un hospital, instalaciones para el acopio del mineral, y muelles de fierro para embarcar el carbón —que enviaba a las fundiciones de cobre en el Norte del país— y para los vapores, que hacían el trayecto Valparaíso-Panamá-San Francisco. Con el fin de probar que su carbón era de buena calidad, el empresario envió cargamentos gratis a distintos puertos del Pacífico, en su propia flota de vapores.
En 1863 el número de obreros alcanzaba a 600, con más de 200 toneladas diarias de carbón extraído; entonces, Lota tenía una población total de 500 habitantes.

## Muerte
A pesar de su inversión en Lota, la mina no le trajo ganancias durante su vida, que empezó a dar frutos en la época cuando su hijo Luis era el dueño. En 1860, Cousiño viajó a Inglaterra para conocer las industrias carboníferas de ese país. Tres años más tarde, después de un viaje a Coquimbo, llegó a su hacienda La Quinta en Maipo, cerca de Buin, donde enfermó gravemente. Pese a los cuidados de su familia y del doctor Lorenzo Sazié, no se recuperó y falleció el 21 de marzo de 1863.
En 1952, cuando se cumplieron 100 años de explotación carbonífera, sus restos fueron trasladados a la Iglesia San Matías Apóstol de Lota Alto, donde descansan en una sobria cripta.
En la que fuera su casa, funciona el Museo Histórico de Lota.